# Ayuntamiento de Bellevue
El Ayuntamiento de Bellevue es un edificio de oficinas gubernamentales y el ayuntamiento de la ciudad de Bellevue, Washington (Estados Unidos). El ayuntamiento actual, ubicado en el centro de Bellevue, se inauguró en 2006 después de la renovación de 121 millones de dólares de un antiguo centro de datos de Qwest. El centro de datos, construido originalmente para Pacific Northwest Bell en 1983, fue adquirido por el gobierno de la ciudad en 2002 para su uso por el Departamento de Policía de Bellevue y luego aprobado como el nuevo ayuntamiento. Incorpora el uso de interiores de madera y un exterior de terracota que ha sido reconocido con varios premios de diseño desde su apertura.
El ayuntamiento reemplazó un complejo de oficinas más antiguo fuera del centro de la ciudad que se construyó originalmente en 1964. El sitio fue renovado y ampliado en 1978, pero se programó su reemplazo una década más tarde. Fue demolido en 2007 y reemplazado por un concesionario de automóviles Lexus. El ayuntamiento actual está ubicado junto al Bellevue Transit Center y albergará una estación de tren ligero que se inaugurará en 2023.

## Antiguos ayuntamientos
Tras la incorporación de Bellevue como ciudad el 31 de marzo de 1953, el gobierno decidió arrendar el segundo piso de la oficina de Veteranos de Guerras Extranjeras como su primera sede del gobierno. El edificio, ubicado en Main Street y 100th Avenue, se inauguró originalmente en 1893 como la primera escuela de la ciudad y luego sirvió como la primera biblioteca de la ciudad.
El consejo de la ciudad formó un comité asesor en 1956 para proponer sitios para un nuevo campus del ayuntamiento y del centro cívico. El ayuntamiento colocó una emisión de bonos de 250 000 dólares en la boleta electoral de noviembre de 1956 para financiar la construcción de un nuevo ayuntamiento, pero los votantes rechazaron la propuesta. En cambio, las oficinas de la ciudad se trasladaron a una antigua ferretería cerca del centro comercial Bellevue Square
Los planes preliminares para un edificio de oficinas municipales consolidado fueron aprobados por el ayuntamiento en febrero de 1963, y el costo de 320 000 dólares se financió con ingresos tributarios regulares, en lugar de una medida de bonos como se intentó anteriormente. El nuevo centro cívico estaría ubicado en el lado sur de Main Street entre la Interestatal 405 y la 116th Avenue. El edificio de tres pisos, que serviría como ayuntamiento de Bellevue, fue dedicado el 7 de marzo de 1964 por el gobernador Albert D. Rosellini. Se abrió una biblioteca pública adyacente al edificio municipal en 1967, como parte del desarrollo de 8 acres (3,2 ha) campus del centro cívico.
Para 1969, el ayuntamiento se describió como "muy concurrido" debido al rápido crecimiento de la población de Bellevue, y el campus fue visto como un posible hogar para las oficinas del Distrito Escolar de Bellevue y del Condado de King. El administrador de la ciudad L. Joe Miller propuso un complejo cívico combinado con un ayuntamiento, oficinas del distrito escolar e instalaciones del condado el año siguiente, pero el gobierno de la ciudad no siguió el gran plan. En 1978, se construyó un edificio de oficinas de cinco pisos y 4 millones de dólares en el campus del centro cívico para que sirviera como una adición al ayuntamiento; el nuevo edificio consolidó oficinas de otras tres ubicaciones dentro de la ciudad. El nuevo edificio, llamado "el más feo jamás construido al este del lago Washington ", fue construido para su futura conversión en un edificio de oficinas convencional una vez que las oficinas de la ciudad se trasladen a Wilburton Hill. El ayuntamiento existente fue desocupado y renovado para agregar una fachada moderna, aire acondicionado y un piso adicional.
A fines de la década de 1980, la ciudad de Bellevue comenzó a estudiar un posible centro cívico con un nuevo ayuntamiento, juzgados, una cárcel, un museo y un estadio de baloncesto para los Seattle SuperSonics. El plan del centro cívico se redujo a un solo centro de convenciones en el centro de Bellevue, Meydenbauer Center, y una nueva biblioteca en el centro, ambos abrieron en 1993; el plan para un ayuntamiento se consideró controvertido e innecesario en ese momento. En 1990, la zona ayuntamiento se propuso como el sitio de una cárcel del condado y el juzgado para servir a la Eastside. El sitio propuesto, ubicado al norte del ayuntamiento, se consideró indeseable debido a los humedales existentes y fue rechazado a favor de un sitio cerca del Overlake Hospital Medical Center.
Después de la decisión de Bellevue de trasladar las oficinas de la ciudad al centro de Bellevue, las 4,3 ha se vendió en 2003 por 24,7 millones de dólares a un concesionario de automóviles Lexus. El nuevo concesionario abrió en 2007, utilizando 2,8 ha de la propiedad.

## Ayuntamiento actual
450 Bell Terrace, de nueve pisos y 44 247 m², se completó en 1983 para Pacific Northwest Bell. El edificio albergaba una torre de servidores, infraestructura de telecomunicaciones, oficinas y un estacionamiento. Pacific Northwest Bell fue posteriormente adquirida por US West Communications, que a su vez se convirtió en parte de Qwest en 2000.
A principios de 2002, Qwest se acercó a la ciudad de Bellevue con una oferta para comprarles el edificio, ya que las vacantes de oficinas habían sido altas en los últimos años. La ciudad ya había estado considerando una nueva sede para su departamento de policía y estudió la posibilidad de construir un nuevo ayuntamiento en el centro de Bellevue. El 25 de noviembre de 2002, la ciudad de Bellevue acordó comprar el Qwest Building por 29 millones, principalmente para albergar a los departamentos de policía y bomberos después de 33 millones de dólares en renovaciones. El ayuntamiento aprobó un plan preliminar para trasladar otras oficinas de la ciudad al Qwest Building en marzo de 2003, citando costos de mantenimiento más bajos y abundante capacidad en el nuevo edificio. El plan se finalizó en julio, estimando el costo total de renovación en 102,4 millones de dólares (incluidos 29 millones de dólares utilizados para comprar el edificio en 2002) y devolviendo el ayuntamiento al centro de la ciudad por primera vez en 25 años. Para financiar el proyecto, la ciudad emitió 103 millones de dólares en bonos municipales a 40 años, que fueron reembolsados parcialmente en 2012.
El Qwest Building existente, descrito como una estructura "premonitoria" y una "monstruosidad arquitectónica", necesitaría someterse a una renovación de un año para convertirse en un "centro de la vida cívica". SRG Partnership fue seleccionado como el arquitecto principal del proyecto y presentó un nuevo diseño para el edificio al ayuntamiento en febrero de 2004. El exterior de concreto estaría revestido de metal gris y terracota marrón rojizo, y el estacionamiento de tierra al noroeste de la cuadra se convertiría en una plaza pública y césped. El vestíbulo central recibiría grandes ventanales y acabados de madera, y terminaría en una nueva cámara del consejo de la ciudad.
El 29 de julio de 2004 se colocó la primera piedra del nuevo ayuntamiento y la construcción comenzó bajo la dirección del contratista Lease Crutcher Lewis, quien construyó el ayuntamiento original, el mes siguiente. Durante la construcción, las inexactitudes y omisiones en el diseño y los problemas con la demolición de partes del edificio provocaron retrasos y un exceso de 19,6 millones de dólares, lo que eleva el presupuesto final a 121 millones. El nuevo ayuntamiento se inauguró el 21 de febrero de 2006 y recibió elogios por el uso de paneles de madera y el piso de terrazo del vestíbulo. Los dos pisos inferiores del ayuntamiento, incluidos el vestíbulo, los mostradores de servicio y la cámara del ayuntamiento, están abiertos al público; Los cinco pisos restantes albergan oficinas para servicios municipales. El ayuntamiento recibió un premio de honor del American Institute of Architects de la sección de Seattle, así como un premio Energy Star de la Agencia de Protección Ambiental por la eficiencia energética. La plaza ajardinada también fue reconocida por la Sociedad Canadiense de Arquitectos Paisajistas con un Premio al Mérito Nacional en 2008.
En 2013, Sound Transit finalizó su ruta para el proyecto de tren ligero East Link, que presta servicios a Seattle, Bellevue y Redmond. La línea de tren ligero, programada para abrir en 2023, tendrá una estación en la plaza noroeste, emergiendo de un túnel debajo del Bellevue Transit Center y continuando elevada a través de la 112th Avenue NE hacia el este. La plaza se extenderá hasta la entrada de la estación, mientras que una parte desocupada del complejo del ayuntamiento está programada para ser utilizada para desarrollo orientado al tránsito.
En 2016, el ayuntamiento de Bellevue consideró proteger la vista del ayuntamiento de Mount Rainier, que habría sido bloqueada bajo un plan de zonificación de gran altura propuesto para la estación de tren ligero East Main. La propuesta, solicitada por el personal de la ciudad, tenía como objetivo proteger la vista desde las áreas públicas del edificio, según voceros de la ciudad. El ayuntamiento decidió no proteger formalmente la vista, favoreciendo un mayor desarrollo cerca del tránsito.